# Valentinus (gnostiker)
Valentinus (født ca. 100 antagelig i Ægypten; død ca. 160 eller lidt senere) var en gnostiker i 2. århundrede.
Den græske dannelse fik han i Alexandria, og under Hadrian (†138) kom han til Rom og fremsatte en vranglære, som vandt en del tilslutning, men også megen modstand fra kirkelig side, således blandt andet fra Justinus Martyr. Hans ophold i Rom varede fra ca. 135 til ca. 160-165, men i øvrigt vides intet med sikkerhed om hans liv. Heller ikke hans lære er klart bevaret.

## Gnosticisme
Valentinus har skrevet både homilier, breve og salmer, men kun fragmenter er bevarede, og af hans disciples skrifter er der også bevaret lidt, men gennem den sparsomme litteratur fra valentinianernes egen side og gennem de fyldigere beretninger hos kirkefædrene lader det sig dog fastslå, at valentinianismen har været en af de betydeligste gnostiske retninger.

## Æonlære
Som særlig karakteristisk for denne retning nævnes dens æonlære. Gud er det uudgrundelige dyb, men ud fra "dybet" strømmer parvis æoner, "tanken" eller "den enbårne" og "sandheden", "mennesket" og "menigheden" osv., og disse æoner skildres snart som egenskaber hos Gud, snart som selvstændige personlige væsner. En af æonerne, "visdommen", forstyrrede harmonien og blev derfor fjernet fra guddomsfylden; fra denne æon udgik demiurgen, og denne skabte atter verden.

## Opdeling af menneskene i grupper
Menneskene deles i tre grupper: der er mange hylikere, hos hvem det materielle råder, nogle færre psykikere, som står højere i åndelig henseende, og som kan frelses ved tro, og endelig nogle ganske få pneumatikere, der er rent åndelige og frelses ved gnosis. I læren om Kristus er valentinianerne doketer, det vil sige Jesus blev kun tilsyneladende et menneske.

## Bibelen
Valentinianerne søger at stå på skriftens grund. Det Gamle Testamente benyttes og anerkendes, og af Det Ny Testamente benyttes især Paulus' og Johannes' skrifter. Til de betydeligste valentinianere hørte Ptolemæus og Herakleon. Også den syrisk-aramæiske Bardesanes (†222) var påvirket af Valentinus. 
I det hele bredte Valentinus’ discipelkreds sig, og valentinianerne fik tidligt egne templer, prædikanter og salmedigtere. Sædvanligvis benyttede de kirkelige udtryk og skikke for derved lettere at vinde proselytter. Nogle havde en dobbelt dåb, en for katekumener og en for pneumatikere. Kirkens mænd kæmpede ivrigt mod denne blandingsform af hedenskab og kristendom, og efterhånden forsvandt den.

### Fodnoter
1. ↑  Om Herakleon hos Den Store Danske af Leif Grane